# Saint-Denis-du-Pin
Saint-Denis-du-Pin – miejscowość i dawna gmina we Francji, w regionie Nowa Akwitania, w departamencie Charente-Maritime. W dniu 1 stycznia 2016 roku z połączenia dwóch ówczesnych gmin – La Benâte oraz Saint-Denis-du-Pin – utworzono nową gminę Essouvert. Siedzibą gminy została miejscowość Saint-Denis-du-Pin. W 2013 roku populacja Saint-Denis-du-Pin wynosiła 801 mieszkańców.